# Березинское (озеро, Эстония)
Березинское (эст. Beresje Umbjärv, Beresje, Peresi Umbjärv) — озеро в волости Сетомаа уезда Вырумаа, Эстония.
На местном диалекте также Пересе, Переси.
Лимнологический тип озера: мягкое, эвтрофное.
Характеристики: безхлорное, с неслоистой, светлой водой.
Место впадения: водосборный бассейн побережья Чудского озера.
Смена воды: 1 раз в год.